# Boo-Yaa T.R.I.B.E.
Boo-Yaa T.R.I.B.E. est un groupe de hip-hop américain, originaire de Carson, en Californie. Il se compose des frères Devoux Paul, Ted, Donald, Roscoe, Danny, et David. Ils se popularisent après une tournée au Japon au milieu des années 1980, où ils sont d'abord connus sous le nom de The Blue City Crew.

## Biographie
Boo-Yaa T.R.I.B.E., un acronyme de Too Rough International Boo-Yaa Empire, est formé à Los Angeles, en Californie en 1990, et se compose initialement de six frères d'origine samoane, les frères Devoux. Ils se lancent pour la toute première fois dans la musique au sein de l'église chrétienne de leur père. Ils jouaient du P-funk et expérimentaient d'autres genres de hip-hop. Populaires dans le quartier de South, ils se mettent à danser sur du funk. Les frères forment ensuite un groupe de danseurs appelé Blue City Crew et jouent en public. Ils sont tous membres des gangs de Pirus et Samoan Warrior Bounty Hunters (tous deux affiliés au gang des Bloods). Malgré leur éducation religieuse, les frères font partie d'un gang au sein de Carson. À la suite de l'assassinat de leur frère cadet en 1987, ils décident de repartir à zéro et dédier leur temps à la musique car « c'est ce qu'il aurait voulu,. » Les frères décident alors de fuir Los Angeles et de s'exiler au Japon. Là-bas, leur motivation musicale se fait sentir, Paul « Gangxta R.I.D. » endossant le rôle de rappeur devant un public japonais. Ils se lancent dans une tournée japonaise au milieu des années 1980 et se popularisent dans le pays. À leur retour en Californie en 1988, le groupe se consacre toujours à la musique, et retrouvent la foi chrétienne, sous le nom de Boo-Yaa T.R.I.B.E,. Ils font d'abord paraître un single intitulé Coming Hard to America à la fin de l'année.
Après sa participation à la chanson de Club Nouveau, intitulée No Friend of Mine, les T.R.I.B.E. signent au label 4th & Broadway. Ils y publie leur premier album, New Funky Nation, en 1990, très bien accueilli par la presse spécialisée, et classé 117e au classement américain Billboard 200. L'album est différent des autres albums de rap étant donné que le groupe enregistre sur scène. Il inclut un single au succès modéré Psyko Funk, classé au top 40 des R&B Albums,. Le groupe enregistre un deuxième album, Good Times Bad Times, aux côtés de George Clinton, Ice Cube, et Living Colour ; cependant, malgré le bon accueil au Lollapalooza, l'album ne sera jamais publié. En 1993, ils collaborent avec Faith No More sur la chanson Another Body Murdered. Le groupe s'oriente également dans le genre rap metal et leur quatrième album Angry Samoans incorpore des éléments dérivés du heavy metal.
Ils signent dans un plus petit label, Bullet Proof label, et publient deux albums supplémentaires, Doomsday et Occupation Hazardous, en 1994 et 1995, respectivement,,. À cette période, trois membres adoptent de nouveaux surnoms : Danny devient Monsta O, Roscoe devient Murder One, et Donald devient Kobra Konvict (ou simplement Kobra). Tentant de prendre une nouvelle direction musicale, les T.R.I.B.E. forment leur propre label, Samoan Mafia, et publient leur quatrième album Angry Samoans en 1997,. Ils publient ensuite, Mafia Lifestyle, le 31 octobre 2000, aux côtés notamment de Layzie Bone, Yukmouth, et Treach de Naughty by Nature. David Devoux quitte le groupe, et est remplacé par Vincent « Gawtti » Devoux.

## Discographie

### Albums studio
- 1989 : New Funky Nation
- 1994 : Doomsday
- 1995 : Occupation Hazardous
- 1998 : Angry Samoans
- 2000 : Mafia Lifestyle
- 2003 : West Koastra Nostra
- 2016 : Business as Usual

### EP
- 1996 : Metally Disturbed